# Jean Leulliot
Pour les articles homonymes, voir Leulliot.

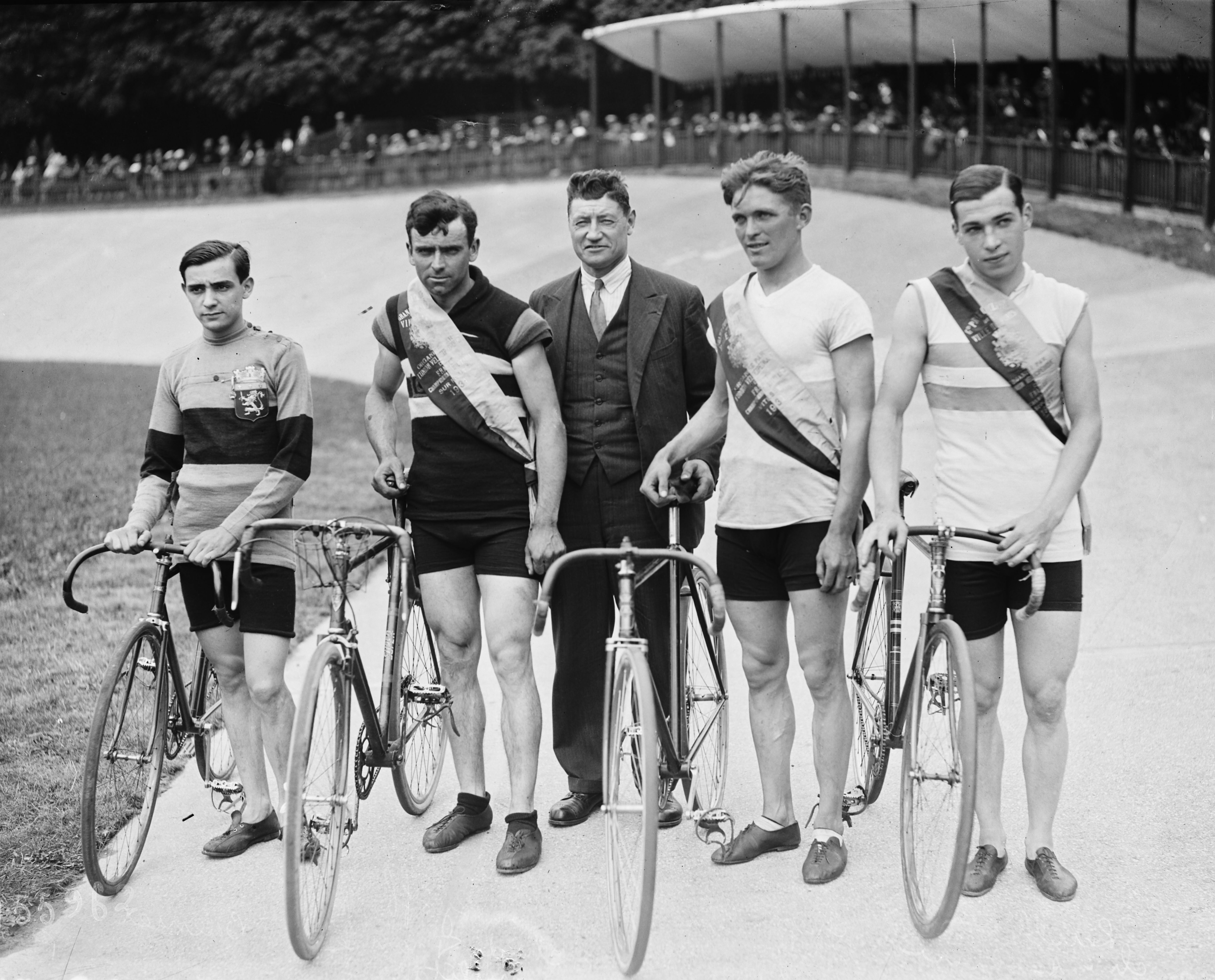
Grands Prix de Paris, de gauche à droite : André Brenier (Premier pas Dunlop), Le Goff (champion de France militaire route), Pierre Chapalain (champion de France militaire vitesse), Jean Leulliot (champion scolaire piste)

Jean Leulliot, né le 15 juillet 1911 à Périgueux et mort le 3 février 1982 à Achères-la-Forêt, est un journaliste et organisateur de courses cyclistes français. 
Il commence sa carrière de journaliste sportif au sein du journal L'Auto en 1932. Durant l'Occupation, il dirige la rubrique sportive du journal collaborationniste La France socialiste. C'est à cette époque qu'il commence à organiser des courses cyclistes, dont le Circuit de France, ersatz du Tour de France bénéficiant du soutien des autorités occupantes allemandes. À partir des années 1950, il crée et organise des courses cyclistes avec l'hebdomadaire Route et piste, qu'il fonde en 1948. Il relance l'organisation de Paris-Nice en 1951. Avec cette compétition, il invente le prologue en 1968 et la formule « open », ouverte aux coureurs amateurs, en 1974. Il est également l'organisateur d'un Tour d'Europe en 1954, d'un premier Tour de France féminin en 1955, de la Route de France, de l'Étoile des Espoirs, du Grand Prix de France.

## Biographie
Jean Leulliot, naît le 15 juillet 1911. Membre du PUC, il pratique le cyclisme durant sa jeunesse. Il est champion de France de vitesse scolaire en 1931. 

### Début de carrière àL'Auto
Jean Leulliot devient journaliste à L'Auto en 1932. Protégé d'Henri Desgrange, celui-ci lui confie la direction de l'équipe de France sur le Tour de France en 1937.
En 1938, il est avec Jean Antoine le coauteur du scénario du film Pour le maillot jaune, tourné pendant le Tour de France 1938.

### Sous l'Occupation
En 1940, tandis que la rédaction de l'Auto fuit à Lyon, Jean Leulliot reste à Paris. Il travaille d'abord au quotidien Aujourd'hui. Il y est recruté par son rédacteur en chef Henri Jeanson. Il crée une course cycliste disputée sur la butte Montmartre, appelée cyclo-cross de Montmartre,.
Jean Leulliot rejoint ensuite la rédaction de La France socialiste, journal collaborationniste créé en 1940 sous le nom de La France au travail. Il en dirige la rubrique sportive et continue d'organiser le cyclo-cross de Montmartre avec ce journal. En juin, il couvre le Tour d'Espagne, et en revient avec la conviction de la possibilité d'organiser un grand tour malgré la guerre. À cette époque, l'autorité d'occupation allemande souhaite organiser à nouveau le Tour de France mais le directeur Jacques Goddet refuse. La France socialiste et Jean Leulliot y répondent favorablement. Jacques Goddet ayant fait interdire l'usage du nom « Tour de France », une course appelée « Circuit de France » est organisée du 28 septembre au 4 octobre 1942, en sept étapes. Malgré le soutien des autorités allemandes, l'organisation est difficile. Les industriels, soutenus par L'Auto sont réticents à s'engager. Leulliot va jusqu'à menacer le champion de France Émile Idée d'une visite de la Gestapo pour s'assurer de sa participation. Bien que Pierre Laval exprime sa satisfaction, la course est un fiasco. 19 des 68 participants abandonnent dès la première étape, des étapes sont raccourcies, les résultats faussés. En 1943, les industriels refusent cette fois de s'associer à La France socialiste et la course n'a pas lieu,.
Jugé à la Libération, Jean Leulliot bénéficie du soutien de l'ensemble de la presse sportive, y compris de Jacques Goddet,.

### Organisateur de courses inventif
Jean Leulliot est connu pour être un organisateur de course inventif. Cette qualité lui a valu le surnom d'« Unidéparjour ».
En 1948, Jean Leulliot crée Route et piste, un hebdomadaire consacré au cyclisme. Avec cette nouvelle publication, il relance l'organisation de la course Paris-Nice en 1951, à l'initiative de Jean Médecin, maire de Nice, d'abord sous le nom de « Paris-Côte-d’Azur » puis celui de Paris-Nice en 1954. Durant cette période, cette course passe du statut de course de préparation et d'entrainement à celui de course à part entière. En 1957, Jean Leulliot quitte Route et piste. Il reste l'organisateur de Paris-Nice via la société Monde Six qu'il crée. Considéré comme l'inventeur du prologue, une étape courte disputée contre-la-montre en ouverture d'une course par étapes, il l'incorpore au Paris-Nice en 1968,. En 1974, Jean Leulliot fait de Paris-Nice la première course professionnelle « open », c'est-à-dire ouverte aux coureurs amateurs,.
À partir de 1951, Jean Leulliot organise avec Route et piste, puis via Monde Six, la Route de France et l'Étoile des Espoirs, deux courses par étapes. La première est considérée à sa création comme un « petit Tour de France ». Disputée par des coureurs amateurs et indépendants, elle a ensuite été concurrencée par le Tour de l'Avenir, créé en 1961. L'Étoile des Espoirs est disputée en fin de saison par de jeunes coureurs professionnels.
En septembre 1955, Jean Leulliot organise un premier Tour de France féminin. À cette époque, il n'existe pas encore de championnats du monde sur route féminins (le premier est organisé en 1958), et la Fédération française de cyclisme ne décerne de titres de championnes de France que depuis quatre ans. Cette première « grande boucle » ne connaît pas de suite immédiate. Ce n'est qu'en 1984 que la Société du Tour de France organise un nouveau Tour féminin, en « lever de rideau » de la course masculine,.
Jean Leulliot imagine également des courses au parcours international. Dès 1947, il organise un Paris-Londres amateurs, faisant étape à Calais pour ensuite traverser la Manche en bateau. En 1954, il crée un Tour d'Europe, une course par étapes passant par sept pays européens en treize étapes. Cette initiative, soutenue par le Président du Conseil Guy Mollet, se veut un équivalent occidental de la Course de la Paix, épreuve par étapes rassemblant les meilleurs coureurs amateurs en Europe de l'Est. Craignant cette concurrence qui s'ajoute à celle de la Course de la Paix, le Tour de France prend pour la première fois son départ de l'étranger, à Amsterdam, en 1954. Ce premier Tour d'Europe n'a cependant pas le succès escompté, en l'absence des meilleurs coureurs. Jean Leulliot ne parvient pas à organiser de Tour d'Europe l'année suivante, en raison de la concurrence du Tour de Catalogne et du Tour de Grande-Bretagne. L'Équipe, Le Parisien Libéré, La Gazzetta dello Sport et Les Sports rachètent les droits de la course et organisent une deuxième et dernière édition en 1956. Les Tours de France et d'Italie « englobent » le Tour d'Europe et prennent le nom officiel de « Tour de France et d'Europe » et « Tour d'Italie et d'Europe »,,.
En 1959, Jean Leulliot transforme Paris-Nice en Paris-Nice-Rome. Il lui faut cependant contourner le règlement. La course de Nice à Rome est considérée comme une compétition distincte, à laquelle sont invités les coureurs ayant terminé Paris-Nice. Devant les critiques envers la longueur de la course (1 955 km), cette formule est abandonnée. En 1980, il envisage de transformer Paris-Nice en Tour du monde. Il doit y renoncer devant le refus des dirigeants d'équipes.
Jean Leulliot meurt le 2 février 1982. 

### Famille
Sa fille Josette lui succède à la tête de la société Monde Six. Son fils Jean-Michel Leulliot exerce également la profession de journaliste sportif.